# Sosnówka (Stanisław Dolny)
Sosnówka – przysiółek wsi Stanisław Dolny w Polsce, położony w województwie małopolskim, w powiecie wadowickim, w gminie Kalwaria Zebrzydowska, na pograniczu Pogórza Wielickiego i Beskidu Makowskiego (na wysokości 270–350 m n.p.m.).
W latach 1975–1998 przysiółek położony był w województwie bielskim.